# Copa de Algarve 2019
La Copa de Algarve de 2019 fue la vigésimo sexta edición de este torneo. Es una competición anual de fútbol femenino organizada en la región de Algarve en Portugal.
El vencedor fue Noruega, consiguiendo su quinto título tras ganarle a Polonia 3 a 0.

## Equipos participantes
| Equipo       | FIFA Rankings (Diciembre de 2018) |
| ------------ | --------------------------------- |
| Canadá       | 5                                 |
| Países Bajos | 7                                 |
| Suecia       | 9                                 |
| España       | 12                                |
| Noruega      | 13                                |
| China        | 15                                |
| Dinamarca    | 17                                |
| Suiza        | 18                                |
| Escocia      | 20                                |
| Islandia     | 22                                |
| Portugal     | 32                                |
| Polonia      | 34                                |

## Fase de grupos

### Grupo A
| Equipo   | Pts | PJ | PG | PE | PP | GF | GC | DG |
| -------- | --- | -- | -- | -- | -- | -- | -- | -- |
| Canadá   | 4   | 2  | 1  | 1  | 0  | 1  | 0  | +1 |
| Escocia  | 3   | 2  | 1  | 1  | 1  | 4  | 2  | +2 |
| Islandia | 1   | 2  | 0  | 0  | 1  | 1  | 4  | -3 |

| 22 de febrero, 13:15 (UTC±00) | Canadá | 0:0     | Islandia | Estadio Bela Vista, Parchal |  |
|                               |        | Reporte |          |                             |  |

| 1 de marzo, 13:15 (UTC±00) | Escocia | 0:1     | Canadá              | Estadio Lagos, Lagos |  |
|                            |         | Reporte | Sinclair 81' (pen.) |                      |  |

| 4 de marzo, 14:00 (UTC±00) | Islandia          | 1:4     | Escocia                                    | Estadio Bela Vista, Parchal |  |
|                            | Gunnarsdóttir 57' | Reporte | Arnot 13', 66' · Cuthbert 32' · Little 55' |                             |  |

### Grupo B
| Equipo       | Pts | PJ | PG | PE | PP | GF | GC | DG |
| ------------ | --- | -- | -- | -- | -- | -- | -- | -- |
| Polonia      | 6   | 2  | 2  | 0  | 0  | 4  | 0  | +4 |
| España       | 3   | 2  | 1  | 0  | 1  | 2  | 3  | -1 |
| Países Bajos | 0   | 2  | 0  | 0  | 2  | 0  | 3  | -3 |

| 27 de febrero, 17:15 (UTC±00) | España           | 2:0     | Países Bajos | Estadio Bela Vista, Parchal    |                                |
|                               | Hermoso 22', 64' | Reporte |              | Árbitra: Marie-Soleil Beaudoin | Árbitra: Marie-Soleil Beaudoin |

| 1 de marzo, 16:45 (UTC±00) | Polonia                               | 3:0     | España | Estadio Lagos, Lagos    |                         |
|                            | Dudek 25' · Balcerzak 34' · Pajor 49' | Reporte |        | Árbitra: Lucila Venegas | Árbitra: Lucila Venegas |

| 4 de marzo, 17:30 (UTC±00) | Países Bajos | 0:1     | Polonia    | Estadio Bela Vista, Parchal |  |
|                            |              | Reporte | Winczo 42' |                             |  |

### Grupo C
| Equipo    | Pts | PJ | PG | PE | PP | GF | GC | DG |
| --------- | --- | -- | -- | -- | -- | -- | -- | -- |
| Noruega   | 6   | 2  | 2  | 0  | 0  | 5  | 2  | +3 |
| Dinamarca | 3   | 2  | 1  | 0  | 1  | 2  | 2  | 0  |
| China     | 0   | 2  | 0  | 0  | 2  | 1  | 4  | -3 |

| 27 de febrero, 13:15 (UTC±00) | Noruega                 | 2:1     | Dinamarca | Estadio Algarve, Faro |  |
|                               | Åsland 77' · Utland 90' | Reporte | Nadim 17' |                       |  |

| 1 de marzo, 13:15 (UTC±00) | China        | 1:3     | Noruega                                  | Estadio Albufeira, Albufeira |  |
|                            | Shanshan 90' | Reporte | Herlovsen 9' · Wu 31' (a.g.) · Haavi 42' |                              |  |

| 4 de marzo, 13:15 (UTC±00) | Dinamarca         | 1:0 | China | VRS António, Vila Real de Santo António |  |
|                            | Harder 60' (pen.) |     |       |                                         |  |

### Grupo D
| Equipo   | Pts | PJ | PG | PE | PP | GF | GC | DG |
| -------- | --- | -- | -- | -- | -- | -- | -- | -- |
| Suecia   | 3   | 2  | 1  | 0  | 1  | 5  | 3  | +2 |
| Suiza    | 3   | 2  | 1  | 0  | 1  | 4  | 5  | -1 |
| Portugal | 3   | 2  | 1  | 0  | 1  | 3  | 4  | -1 |

| 27 de febrero, 16:45 (UTC±00) | Suecia                             | 4:1     | Suiza            | Estadio Algarve, Faro          |                                |
|                               | Larsson 7', 40', 67' · Asllani 62' | Reporte | Crnogorčević 26' | Árbitra: María Laura Fortunato | Árbitra: María Laura Fortunato |

| 1 de marzo, 16:45 (UTC±00) | Portugal             | 2:1     | Suecia    | Estadio Albufeira, Albufeira  |                               |
|                            | Silva 71' · Neto 94' | Reporte | Björn 68' | Árbitra: María Belén Carvajal | Árbitra: María Belén Carvajal |

| 4 de marzo, 16:45 (UTC±00) | Suiza                                     | 3:1     | Portugal   | VRS António, Vila Real de Santo António |  |
|                            | Crnogorčević 60' · Kiwic 66' · Müller 86' | Reporte | Norton 27' |                                         |  |

### Clasificación final
Los equipos se agruparon según su posición final en cada grupo para determinar los partidos finales según el siguiente esquema:

#### Equipos en 1.º lugar
| Equipo  | Pts | PJ | PG | PE | PP | GF | GC | DG | Clasificación |
| ------- | --- | -- | -- | -- | -- | -- | -- | -- | ------------- |
| Polonia | 6   | 2  | 2  | 0  | 0  | 4  | 0  | +4 | Final         |
| Noruega | 6   | 2  | 2  | 0  | 0  | 5  | 2  | +3 | Final         |
| Canadá  | 4   | 2  | 1  | 1  | 0  | 1  | 0  | +1 | 3.º puesto    |
| Suecia  | 3   | 2  | 1  | 0  | 1  | 5  | 3  | +2 | 3.º puesto    |

#### Equipos en 2.º lugar
| Equipo    | Pts | PJ | PG | PE | PP | GF | GC | DG | Clasificación |
| --------- | --- | -- | -- | -- | -- | -- | -- | -- | ------------- |
| Escocia   | 3   | 2  | 1  | 1  | 1  | 4  | 2  | +2 | 5.º puesto    |
| Dinamarca | 3   | 2  | 1  | 0  | 1  | 2  | 2  | 0  | 5.º puesto    |
| Suiza     | 3   | 2  | 1  | 0  | 1  | 4  | 5  | -1 | 7.º puesto    |
| España    | 3   | 2  | 1  | 0  | 1  | 2  | 3  | -1 | 7.º puesto    |

#### Equipos en 3.º lugar
| Equipo       | Pts | PJ | PG | PE | PP | GF | GC | DG | Clasificación |
| ------------ | --- | -- | -- | -- | -- | -- | -- | -- | ------------- |
| Portugal     | 3   | 2  | 1  | 0  | 1  | 3  | 4  | -1 | 9.º puesto    |
| Islandia     | 1   | 2  | 0  | 0  | 1  | 1  | 4  | -3 | 9.º puesto    |
| China        | 0   | 2  | 0  | 0  | 2  | 1  | 4  | -3 | 11.º puesto   |
| Países Bajos | 0   | 2  | 0  | 0  | 2  | 0  | 3  | -3 | 11.º puesto   |

## Fase final

### 11.º puesto
| 6 de marzo de 2019, 17:15 (UTC±00) | China                   | 1:1 (2:4 p.)               | Países Bajos                                               | Estadio Albufeira, Albufeira |  |
|                                    | Yao 50'                 | Reporte                    | Miedema 45'                                                |                              |  |
|                                    |                         | Tiros desde el punto penal |                                                            |                              |  |
|                                    | - Zhang - Yao - Li - Wu |                            | - Van de Donk - Van Dongen - Bloodworth - Spitse - Miedema |                              |  |

### 9.º puesto
| 6 de marzo de 2019, 14:30 (UTC±00) | Portugal   | 1:4     | Islandia                                                                    | Estadio Bela Vista, Parchal |                      |
|                                    | Mendes 88' | Reporte | Albertsdóttir 2' · Magnúsdóttir 37' · Viðarsdóttir 89' · Guðmundsdóttir 90' | Árbitra: Lydia Abede        | Árbitra: Lydia Abede |

### 7.º puesto
| 6 de marzo de 2019, 13:15 (UTC±00) | Suiza | 0:2     | España                           | Estadio Albufeira, Albufeira  |                               |
|                                    |       | Reporte | Hermoso 21' · Ismaili 63' (a.g.) | Árbitra: María Belén Carvajal | Árbitra: María Belén Carvajal |

### 5.º puesto
| 6 de marzo de 2019, 13:15 (UTC±00) | Escocia  | 1:0     | Dinamarca | Estadio Algarve, Faro |  |
|                                    | Ross 34' | Reporte |           |                       |  |

### 3.º puesto
| 6 de marzo de 2019, 17:00 (UTC±00) | Canadá                                                               | 0:0 (6:5 p.)               | Suecia                                                                | Estadio Algarve, Faro |  |
|                                    |                                                                      | Reporte                    |                                                                       |                       |  |
|                                    |                                                                      | Tiros desde el punto penal |                                                                       |                       |  |
|                                    | - Schmidt - Sinclair - Rose - Lawrence - Beckie - Buchanan - Fleming |                            | - Anvegård - Sembrant - Björn - Larsson - Jakobsson - Ericsson - Glas |                       |  |

### Final
| 6 de marzo de 2019, 18:00 (UTC±00) | Polonia | 0:3     | Noruega                                | Estadio Bela Vista, Parchal |  |
|                                    |         | Reporte | Herlovsen 24' · Hansen 65' · Sævik 74' |                             |  |

| Campeón            |
| Noruega 5.º título |

## Goleadoras
3 goles
- Jennifer Hermoso
- Mimmi Larsson

2 goles
- Isabell Herlovsen
- Lizzie Arnot
- Ana-María Crnogorčević

1 gol
| - Christine Sinclair - Wang Shanshan - Yao Wei - Pernille Harder - Nadia Nadim - Agla María Albertsdóttir - Sara Björk Gunnarsdóttir - Svava Rós Guðmundsdóttir - Selma Sól Magnúsdóttir - Margrét Lára Viðarsdóttir - Vivianne Miedema - Therese Sessy Åsland - Emilie Haavi - Caroline Graham Hansen - Karina Sævik - Lisa-Marie Karlseng Utland | - Patrycja Balcerzak - Paulina Dudek - Ewa Pajor - Agnieszka Winczo - Mónica Mendes - Cláudia Neto - Andreia Norton - Dolores Silva - Erin Cuthbert - Kim Little - Jane Ross - Kosovare Asllani - Nathalie Björn - Rahel Kiwic - Melanie Müller |

1 gol en contra
- Wu Haiyan
- Florijana Ismaili